# Mundulla
Mundulla es un pueblo situado en el estado de Australia Meridional, en Australia. Según el censo de 2021, tiene una población de 432 habitantes.
La localidad recibió el premio a Mejor Pueblo Pequeño de Australia Meridional durante tres años consecutivos y el premio a Mejor Pueblo de Australia Meridional en 2015.
El poblado cuenta con numerosos ejemplos de arquitectura rural de época, incluyendo varias casas originales que datan de principios del siglo XX.